# Pyrinia saturata
Pyrinia saturata là một loài bướm đêm trong họ Geometridae.